# Thomas Ian Griffith
Thomas Ian Griffith (ur. 18 marca 1962 w Hartford) – amerykański aktor filmowy i telewizyjny, scenarzysta, specjalista od wschodnich sztuk walk – karate i taekwondo, ma czarny pas, znany głównie z roli Terry’ego Silvera w filmie Karate Kid III.

## Życiorys

### Wczesne lata
Urodził się w Hartford w stanie Connecticut, jako syn Mary Ann (z domu O’Neil), która pracowała jako instruktorka w studiu tańca, i Thomasa Josepha Griffitha, profesora college’u. Griffith uczył się śpiewu operowego w Nowym Jorku z gwiazdą Metropolitan Opera Delią Rigal. W 1982 ukończył College of the Holy Cross w Worcester w stanie Massachusetts, specjalizując się w literaturze i muzyce angielskiej.

### Kariera
Jeszcze w szkole został obsadzony na Broadwayu w komedii muzycznej Najlepszy mały burdelik w Teksasie (The Best Little Whorehouse in Texas). Kontynuował pracę na Broadwayu i w teatrze regionalnym, dopóki nie przeniósł się do Los Angeles. W latach 1984–1987 grał postać Catlina Ewinga w operze mydlanej NBC Inny świat (Another World: Bay City). Pojawił się także gościnnie w serialach: NBC Gorączka nocy (In the Heat of the Night, 1988) i CBS Cwaniak (Wiseguy, 1989) jako Roger Totland. Wkrótce zagrał rolę Terry’ego Silvera w filmie Karate Kid III (Karate Kid 3, 1989) z Ralphem Macchio. W telewizyjnym filmie biograficznym ABC Rock Hudson (The Rock Hudson Story, 1990) wcielił się w postać Rocka Hudsona. W amerykańsko-polskim dreszczowcu Anioł śmierci (Beyond Forgiveness, 1994) wystąpił jako detektyw z Chicago, który na terenie Polski ściga zabójcę swego brata. W filmie przygodowym fantasy Kull Zdobywca (Kull the Conqueror, 1997) z Kevinem Sorbo zagrał czarny charakter jako generał Taligaro, knujący spisek, by zdobyć tron. Pojawił się w teledysku Reby McEntire do piosenki „What Do You Say” (1999).
Griffith zaczął pisać scenariusze, a w jego dorobku pisarskim i producenckim znalazł się film akcji Noc wojownika (Night of the Warrior, 1991) z Lorenzo Lamasem, dreszczowiec Niepohamowana siła (Excessive Force, 1993), gdzie zagrał agenta FBI, i serial NBC Grimm.
W 2007 roku wycofał się z aktorstwa, by zająć się scenopisarstwem. W 2021 roku powrócił jednak do zawodu i pojawił się w serialu Cobra Kai.

### Życie prywatne
16 listopada 1991 ożenił się z aktorką Mary Page Keller. Mają dwóch synów: Connera O’Neilla i Eamona Michaela.